# Людоговский, Лев Фёдорович
Лев Фёдорович Людого́вский (18 февраля [1 марта] 1761, Рославль, Смоленская губерния — 4 [16] февраля 1838, Москва) — педагог, деятель народного просвещения конца XVIII — первой трети XIX века.
Выпускник Московского университета. В начале службы — секретарь И. И. Шувалова и Н. С. Мордвинова. Составитель «Географического словаря Нового Завета». С 1799 по 1834 год — директор народных училищ Смоленской губернии; седьмой (и последний) директор главного народного училища Смоленской губернии, первый директор Смоленской гимназии. Действительный статский советник. Родоначальник московской ветви смоленского рода Людоговских.

## Биография

### Происхождение
Людоговский происходил из старинного дворянского рода, записанного в 6-ю часть генеалогической книги Смоленской губернии. Предок Льва Фёдоровича, Мартин Людоговский (1590—1661), будучи подданным польской короны, получил в 1648 году от короля Владислава IV небольшое имение Бабичи в Смоленском воеводстве. Через несколько лет эти земли отошли к Русскому царству, и Людоговские стали подданными России.

### Детство и юность

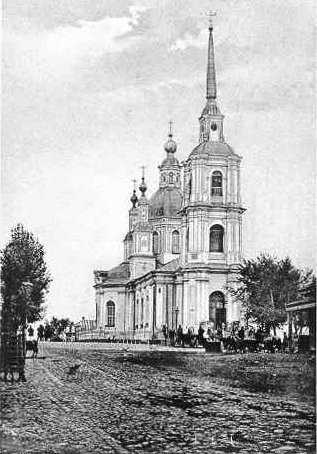
Благовещенский собор в Рославле

Лев Фёдорович Людоговский родился в 1761 году (18 февраля, в день памяти святителя Льва Великого) в Рославле, в последний год царствования императрицы Елизаветы Петровны. Отец — священник (впоследствии — протоиерей) Фёдор Петрович Людоговский (1730—1798), один из строителей (1779—1783) и первый настоятель соборной Благовещенской церкви в Рославле, смотритель Рославльской духовной школы. О матери сведений не имеется.
Начальное образование Людоговский получил в родном Рославле, в духовной школе, продолжил обучение в Смоленской духовной семинарии. В 1780 году поступил на философский факультет Императорского Московского университета. (По всей видимости, он был в числе тех выпускников семинарии, которых преосвященный Парфений (Сопковский) отправлял за свой счёт учиться в Москву.) В 1783 году, по окончании университетского курса, «за преимущественное пред прочими сочинение диссертации из философского факультета», был награждён золотой медалью.

### Начало службы
По окончании университета Л. Ф. Людоговский вернулся в Смоленск, где 15 сентября 1783 года был определён учителем риторики, математики и французского языка в родную семинарию.
Однако преподавание в духовной школе продлилось недолго. В 1787 году, по пути в Крым, Смоленск посетила императрица Екатерина II, среди прочих городских учреждений побывала и в семинарии. Состоявший в её свите основатель и главный куратор Московского университета И. И. Шувалов обратил внимание на способного преподавателя, и в этом же году, 18 августа, Л. Ф. Людоговский был зачислен в его штат «для исправления письменных дел». В мае 1790 года он сменил на посту секретаря И. И. Шувалова по делам Московского университета Т. И. Можайского. К этому времени относится составление Людоговским «Географического словаря Нового Завета…», который был издан на средства Можайского.
Шувалов высоко ценил своего молодого сотрудника, но петербургский климат оказывал разрушительное действие на здоровье Льва Фёдоровича. По рекомендации своего патрона Людоговский в 1795 году поступил секретарём к адмиралу Н. С. Мордвинову, который в то время был председателем Черноморского адмиралтейского правления. Адмирал отзывался о своем секретаре следующим образом: «Сей Людоговский есть благовоспитанный человек, коего Иван Иванович Шувалов удостоил почитать себе другом, дал мне, по слабости здравия его, в теплейшую страну, и я почитаю его премного».
Через три года, в 1798 году, когда Мордвинов был вызван в Петербург, Людоговский переехал вместе с ним в столицу и занял должность заведующего канцелярией в правлении только что организованного Государственного вспомогательного для дворянства банка. Но проработал он здесь чуть больше года. Младший сын Л. Ф. Людоговского, Николай Львович, сообщал (на основании рассказов матери): «Когда отец, состоя при Мордвинове, не мог вынести петербургского климата, он при его содействии был назначен директором училищ Смоленской губернии; одновременно влиятельный в то время откупщик Перетц предлагал отцу место вице-губернатора, но он отказался от люкративного места».

### Во главе губернского народного образования
С 6 апреля 1799 года Людоговский был назначен директором народных училищ Смоленской губернии. Главное народное училище, находившееся в Смоленске, было основано в 1786 году, в числе других училищ, созданных в ходе образовательной реформы 1782—1786 годов по указу императрицы Екатерины II. Людоговский стал седьмым директором училища.
Первой заботой нового руководителя было приведение в порядок школьного хозяйства, находившегося в расстроенном состоянии, а также учебной библиотеки. Кроме того, предметом постоянного внимания со стороны Людоговского в течение многих лет было, во-первых, отыскание наиболее образованных и талантливых учителей для главного и прочих училищ и, во-вторых, открытие малых народных училищ в различных городах губернии. Обе задачи решались не быстро, но успешно.
Когда 24 января 1803 года был издан указ императора Александра I, согласно которому главные народные училища, при условии их соответствия новым требованиям, преобразовывались в гимназии, осенью того же года училище было проинспектировано чиновником из Москвы (Смоленск, согласно введенному делению на учебные округа, относился тогда к Московскому округу), который нашёл его вполне подготовленным к преобразованию в гимназию — что и было совершено в начале 1804 года со всевозможной торжественностью.
Одновременно при гимназии был открыт коммерческий класс, просуществовавший до 1812 года.
В ходе Отечественной войны 1812 года гимназия (как и вся Смоленская губерния) была разорена. Сразу после ухода неприятеля Людоговский принял все меры к восстановлению, однако занятия удалось возобновить лишь в феврале 1814 года — но к этому времени был набран один лишь первый класс. В полном объёме учебный процесс восстановился только в 1816 году.
Директор народных училищ, при всей своей занятности, вникал во все мелочи гимназической жизни. Как вспоминал его младший сын Николай, Лев Фёдорович «постоянно следил за учением, утром рано, пред началом уроков, обходил классы и спрашивал учеников, как они понимают заданное, поправлял их, а с некоторыми из них сам занимался у себя, перед учением». «Эту заботливость о питомцах гимназии, — пишет биограф Людоговского М. В. Аксёнов, — он продолжал проявлять и по поступлении более талантливых из них в университет, снабжая их денежными средствами и лестными рекомендациями к профессорам, из которых со многими был в хороших отношениях». Так, например, он рекомендовал тогдашнему ректору Московского университета А. А. Антонскому-Прокоповичу выпускника гимназии С. И. Клименкова, впоследствии ставшего доктором медицины, адъюнкт-профессором университета.
Столь же пристальным и благожелательным было внимание директора и к своим сотрудникам. «Собирая часто у себя на квартире учителей гимназии, — продолжает Аксёнов, — Людоговский вместе с ними обсуждал учебные вопросы и, как человек с многосторонним образованием, знавший превосходно как древние, так и новые языки, много содействовал постановке их преподавания на надлежащую высоту».
На годы директорства Л. Ф. Людоговского пришлось ещё одно переустройство гимназии. 8 декабря 1828 года императором Николаем I был утверждён новый устав, согласно которому гимназии из четырёхклассных были превращены в семиклассные. Набор предметов претерпел существенные изменения: были резко усилены древние языки, математика, отечественная словесность. Во главу угла ставилось образование на национальных началах. Подготовка необходимой для введения нового устава документации заняла у сотрудников министерства несколько лет. До Смоленской гимназии очередь дошла в 1833 году. 31 августа торжественным актом было открыто учение по новому уставу.

### Последние годы
После произведённой реформы Людоговский лишь только один год оставался директором гимназии. Получив в 1833 году чин действительного статского советника (немалая редкость для педагога по тем временам), он, по причине расстроенного здоровья, 4 августа 1834 года вышел в отставку и вскоре переехал со всем своим семейством в Москву, в заблаговременно купленный дом во Вспольном (Георгиевском) переулке. (Потомки Л. Ф. Людоговского проживали в этом доме вплоть до его сноса в 1957 году; в 1958 году на месте дома была построена школа.)
В столице Лев Фёдорович возобновил знакомство с профессорами Московского университета и другими представителями научной интеллигенции. Однако его жизнь в удалении от трудов была недолгой. Скончался он 4 февраля 1838 года и был похоронен на Ваганьковском кладбище.

## Научно-литературная и общественная деятельность
Из сочинений Л. Ф. Людоговского до нас дошёл лишь «Географический словарь Нового Завета…» (СПб., 1790). Помимо этого, «было много и других работ, писанных в молодые годы, но оставшихся в рукописях и в 1812 году, во время французского нашествия, погибших. В числе их были записки о придворной жизни при Екатерине II и Павле I, а также записки об ученых собраниях у И. И. Шувалова…».
С 1805 года был членом Приказа общественного призрения Смоленской губернии.
С 1812 года Л. Ф. Людоговский состоял членом-соревнователем, а с 1833 года — действительным членом Общества истории и древностей Российских.

## Чины и награды

### Чины
- 1783 год — коллежский регистратор (14-й класс Табели о рангах)
- 1786 год — коллежский протоколист (13-й класс)
- 1791 год — губернский секретарь (12-й класс)
- 1795 год — коллежский асессор (8-й класс)
- 1800 год — надворный советник (7-й класс)
- 1804 год — коллежский советник (6-й класс)
- 1808 год — статский советник (5-й класс)
- 1833 год — действительный статский советник (4-й класс)[42]

### Награды
- 1814 год — бронзовая (на Владимирской ленте) медаль «В память Отечественной войны 1812 года»
- 1817 год — орден Святой Анны 2-й степени
- 1823 год — орден Святого Владимира 4-й степени
- 1824 год — алмазные знаки к ордену Святой Анны
- 1828 год — знак отличия беспорочной службы за 45 лет[30]

## Недвижимое имущество
- В Духовщинском уезде Смоленской губернии у Л. Ф. Людоговского было имение — сельцо Кротово и часть деревни Буинцово; его жена, Александра Петровна Лайкевич, владела другой частью Буинцова, ей также принадлежала деревня Кожина[42][43].
- В Москве Л. Ф. Людоговский приобрёл участок земли с домом между Георгиевским и Гранатным переулками[44].

## Семья

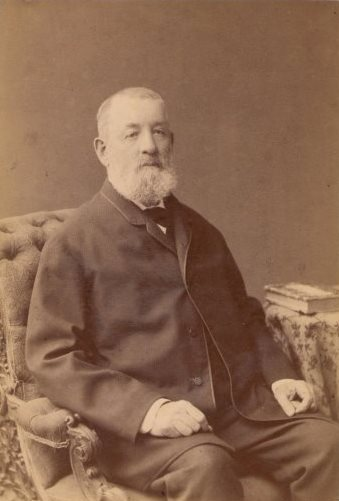
Действительный статский советник
Михаил Львович Людоговский

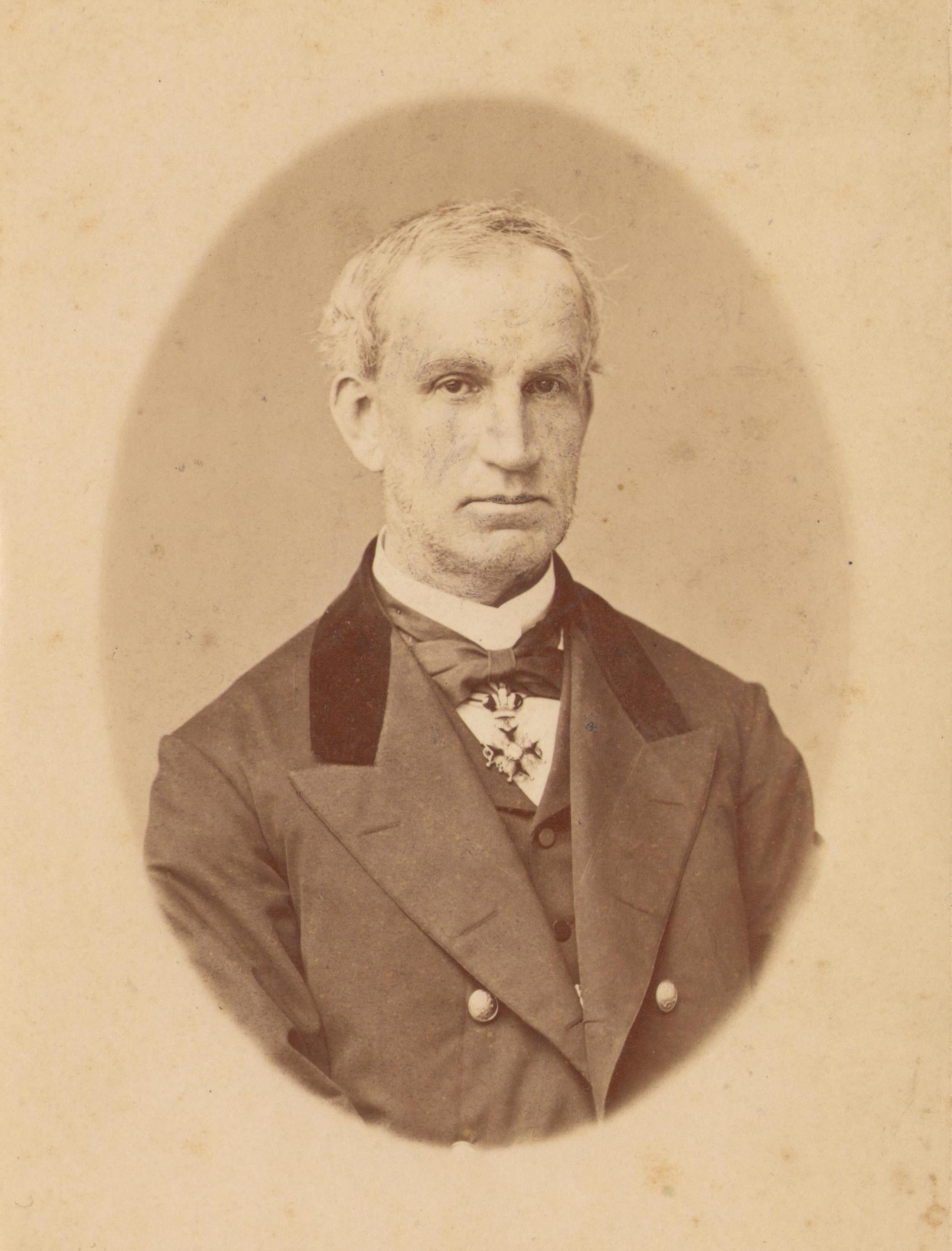
Статский советник
Николай Львович Людоговский

Л. Ф. Людоговский был женат на Александре Петровне Лайкевич (1780—1847), дочери отставного премьер-майора Петра Петровича Лайкевича (1748—1826). Правнук Л. Ф. Людоговского, Н. А. Изюмский, в своих записках излагает обстоятельства женитьбы следующим образом:
…По предварительному сговору Лев Федорович был приглашен на обед к Петру Петровичу. После обеда хозяин попросил гостя в кабинет и спросил, которая из трех дочерей ему больше нравится. Лев Федорович указал на «черненькую». (Этот рассказ подтверждает, что до сего дня Лев Федорович не был знаком с дочерьми Петра Петровича и даже не знал, как их звать.) Черненькая Александра была вызвана в кабинет. «Вот, Александра, тебе жених, человек солидный и с положением», — сказал Петр Петрович. Молодых тут же и благословили образом [Корсунской Божией Матери], вынутым из киота.
Александра Петровна умерла 11 ноября 1847 года в Москве во время эпидемии холеры (похоронена на Ваганьковском кладбище вместе с мужем). Брат Александры Петровны, Николай Петрович Лайкевич (1786—1861), был женат на Софье Алексеевне Мудровой, племяннице М. Я. Мудрова, воспитаннице А. Ф. и А. Е. Лабзиных.
У Льва Фёдоровича и Александры Петровны было шестеро детей — три дочери (ни одна из них не была замужем) и три сына:
- Надежда (1808—1881)[36];
- Вера (1810—1907);
- Любовь (1814—1878)[36];
- Михаил (1815—1897) — действительный статский советник, чиновник по особым поручениям императорской канцелярии по делам Царства Польского[K 5];
- Пётр (1820—1864);
- Николай (1822—1907) — статский советник, чиновник по особым поручениям при московском генерал-губернаторе[17][52].

## Память
- По распоряжению министра народного просвещения С. С. Уварова в актовом зале гимназии был помещён портрет Л. Ф. Людоговского как основателя училищ Смоленской губернии[30][K 6]. По сообщению Б. Л. Модзалевского, в начале XX века портрет находился в Смоленском археологическом музее[53].
- В честь Л. Ф. Людоговского назван его прапрапраправнук, Лев Фёдорович Людоговский (род. 2004)[44].

## Упоминания в художественной литературе
Л. Ф. Людоговский упоминается Ю. М. Даниэлем в повести «Бегство» (1956/1989), а также В. С. Пикулем в романе «Фаворит» (1984). Оба упоминания связаны с крестьянином-самородком И. Е. Свешниковым, которому покровительствовал И. И. Шувалов.

## Сочинения
- Людоговский Л. Ф. Географический словарь Нового Завета, содержащий в себе по азбучному порядку описание земель, областей, городов, рек, островов и других географических предметов, находящихся в Новом Завете, с показанием древнего и нынешнего их состояния. — СПб.: Синод. типография, 1790. — [2], III, 102 с., 3 л. карт. — Тираж 2000 экз.[55][56].

## Комментарии
1. ↑  Б. Л. Модзалевский говорит о 1646 годе (Л. Ф. Людоговский и письма к нему, 1905, с. 505), но это, по всей видимости, ошибка.
2. ↑  В частности, на открытии гимназии был исполнен кант (см.: Аксёнов, 1906, с. 16—17):

| Славьте, Россы, Александра, Счастья вашего творца! Слава с ветвию оливной Его доблести гласит, Ваш покой во бранях мирный Враг покоя с страхом зрит. | Славьте, Россы, Александра, Счастья вашего творца! Просвещенью храм он строит В хладном севере своем, Глупость мрачную прочь гонит Просвещения лучом <...> |.
3. ↑  За что 5 февраля 1813 года ему была объявлена признательность министра народного просвещения (см.: Попов Н. А. Московский университет после 1812 года. — Русский архив. — 1881. — Вып. 1. — С. 403).
4. ↑  По другим сведениям (справка из ЦГАМ), скончался 3 февраля.
5. ↑  Его дочь, Надежда Михайловна, в 1892 году была выдана замуж за Николая Николаевича Полянского (см. Енишерлов В. Сельцо Михайловское Бородинской волости // Наше наследие. — 2012. — № 103).
6. ↑  Инициатива написания портрета исходила от преподавателей гимназии. См. письмо Л. Ф. Людоговскому его преемника П. Н. Авсова от 4 марта 1836 года (с. 1, с. 2).
7. ↑  «…Историки пытаются расшифровать имя „Л-д-г-вский“, принадлежавшее человеку, который владел материалами о Свешникове; он встречался с ним в доме Шувалова на Невском, а сам жил постоянно в Смоленске. Раскрыв фамилию „Л-д-г-вского“, надеются отыскать его архивы. Я выяснил, кто это: Лев Федорович Людоговский, директор смоленских училищ, земляк Потемкина. В доме Шувалова тогда же бывал Илья Федорович Тимковский [у Пикуля ошибочно указано Иван Федорович], бывший директором гимназии в Нежине, который в своих мемуарах помянул и Людоговского… Таким образом, с берегов Невы следы поисков уводят в Смоленск и Нежин» (Пикуль В. С. «Фаворит». Действие четырнадцатое. Предупреждение. [Глава] 5. Деятельность).
8. ↑  У А. 
С. Пушкина в «Разговорах Н. К. Загряжской» Свешников упомянут под именем Ветошкина.

## Литература

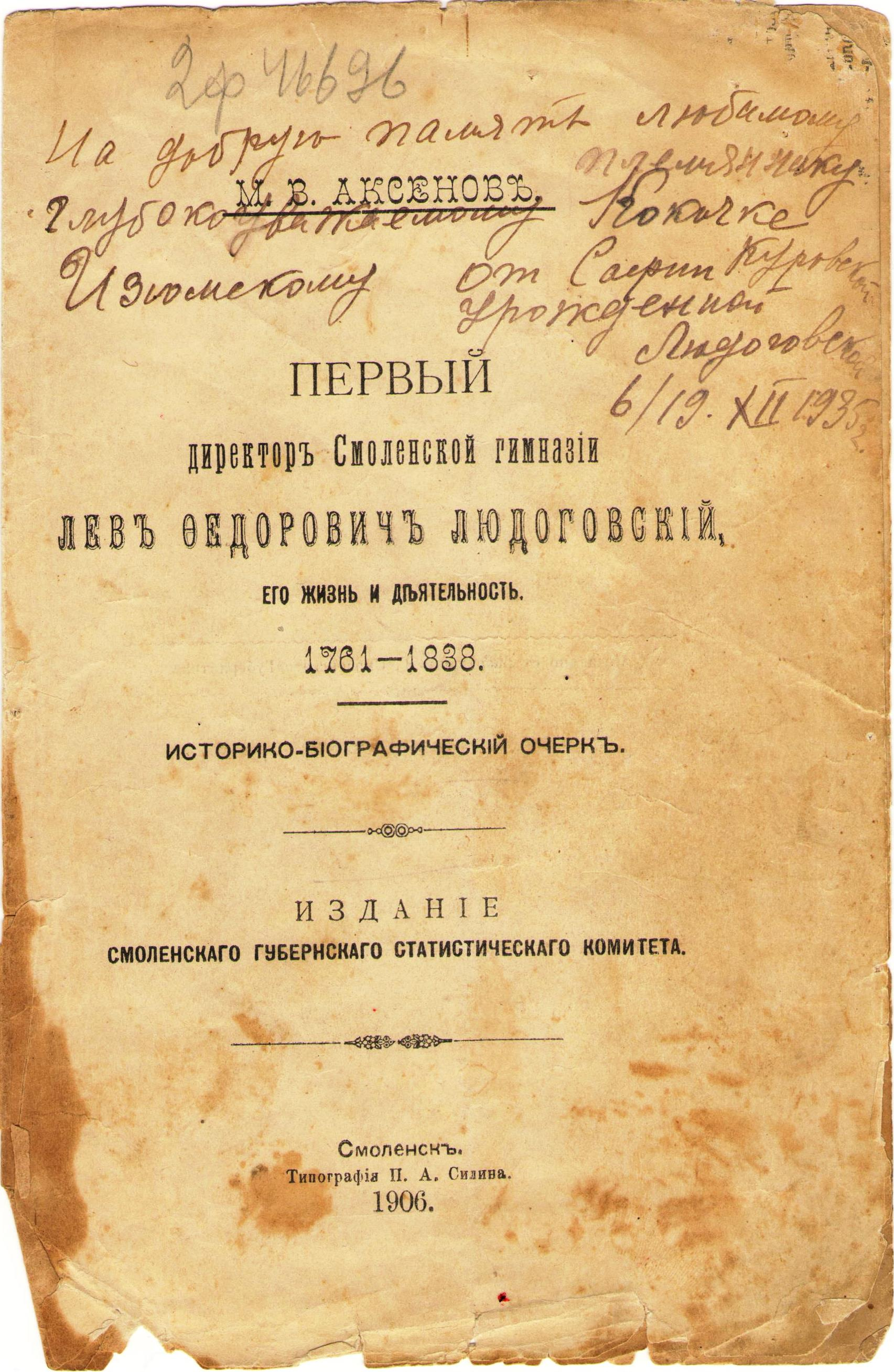
Титул книги М. В. Аксенова о Л. Ф. Людоговском с дарственной надписью от Софьи Николаевны Куровской (дочери Н. Л. Людоговского) её племяннику Н. А. Изюмскому.